# کتلمن استیشن (کالیفرنیا)
کتلمن استیشن (به انگلیسی: Kettleman Station) یک منطقهٔ مسکونی در ایالات متحده آمریکا است که در شهرستان کینگز، کالیفرنیا واقع شده‌است. کتلمن استیشن ۹۵ متر بالاتر از سطح دریا واقع شده‌است.